# Đường tỉnh 316
Đường tỉnh 316 hay tỉnh lộ 316, viết tắt ĐT316 hay TL316, là đường tỉnh ở các huyện Thanh Sơn, Thanh Thủy, Tam Nông, tỉnh Phú Thọ, Việt Nam.
Đường tỉnh 316 bắt đầu từ xã Tinh Nhuệ ở rìa đông nam huyện Thanh Sơn, nối vào Đường tỉnh 317. 20°56′40″B 105°20′12″Đ / 20,94444°B 105,33667°Đ (đoạn này được gọi là Quốc lộ 70B).
Đường đi hướng bắc-tây bắc tới thị trấn Thanh Sơn, nối với Quốc lộ 32, và bắt đầu nhánh đông của Đường tỉnh 316 tới huyện Thanh Thủy.
Từ thị trấn Thanh Thủy đường đi hướng đông bắc theo bờ trái sông Đà, đến xã Hồng Đà, huyện Tam Nông thì nối vào Quốc lộ 32. 21°14′5″B 105°20′45″Đ / 21,23472°B 105,34583°Đ